# Tofteryds församling
Tofteryds församling var en församling inom Svenska kyrkan i Östbo-Västbo kontrakt av Växjö stift i västra delen av Jönköpings län, Vaggeryds kommun. Församlingen ingick i Tofteryds pastorat. Församlingen uppgick 2014 i Skillingaryds församling.
Församlingen hade två kyrkobyggnader, Tofteryds kyrka och Skillingaryds kyrka.

## Administrativ historik
Församlingen har medeltida ursprung.
Församlingen utgjorde under medeltiden ett eget pastorat, för att därefter fram till 1 maj 1922 vara moderförsamling i pastoratet Tofteryd, Byarum och Bondstorp, där Bondstorp var utbrutet från sen medeltid till 21 mars 1629 och från 30 oktober 1651 till 1712. Från 1 maj 1922 till 1973 utgjorde Tofteryds församling ett eget pastorat för att från 1973 till 2014 vara moderförsamling i pastoratet Tofteryd, Åker och Hagshult. Församlingen uppgick 2014 i Skillingaryds församling.
Före 1971 var församlingen under en period delad av kommungräns och hade därför två församlingskoder, 062804 för delen i Klevshults landskommun och 066300 (från 1967 066301) för delen i Skillingaryds köping.